# العلاقات الإكوادورية النيكاراغوية
العلاقات الإكوادورية النيكاراغوية هي العلاقات الثنائية التي تجمع بين الإكوادور ونيكاراغوا.

## مقارنة بين البلدين
هذه مقارنة عامة ومرجعية للدولتين:
| وجه المقارنة                                              | الإكوادور                      | نيكاراغوا        |
| --------------------------------------------------------- | ------------------------------ | ---------------- |
| المساحة (كم2)                                             | 283.56 ألف                     | 130.38 ألف       |
| عدد السكان (نسمة)                                         | 16.62 مليون                    | 6.22 مليون       |
| الكثافة السكانية (ن./كم²)                                 | 58.61                          | 47.71            |
| العاصمة                                                   | كيتو                           | ماناغوا          |
| اللغة الرسمية                                             | اللغة الإسبانية، كيشوا ‏، شوار ‏ | اللغة الإسبانية  |
| العملة                                                    | دولار أمريكي، سوكري إكوادوري   | كوردبا نيكاراغوا |
| الناتج المحلي الإجمالي (بليون دولار)                      | 103.06 مليار                   | 13.81 مليار      |
| الناتج المحلي الإجمالي (تعادل القوة الشرائية) بليون دولار | 185.24 مليار                   | 31.63 مليار      |
| الناتج المحلي الإجمالي الاسمي للفرد دولار أمريكي          | 6.21 ألف                       | 2.09 ألف         |
| الناتج المحلي الإجمالي للفرد دولار أمريكي                 | 11.37 ألف                      | 4.92 ألف         |
| مؤشر التنمية البشرية                                      | 0.746                          | 0.631            |
| رمز المكالمات الدولي                                      | +593                           | +505             |
| رمز الإنترنت                                              | .ec                            | .ni              |
| المنطقة الزمنية                                           | 00                             | 00               |

## منظمات دولية مشتركة
يشترك البلدان في عضوية مجموعة من المنظمات الدولية، منها:
| علم المنظمة | اسم المنظمة                                                          | تاريخ انضمام الإكوادور | تاريخ انضمام نيكاراغوا |
| ----------- | -------------------------------------------------------------------- | ---------------------- | ---------------------- |
|             | مؤسسة التنمية الدولية                                                | 7 نوفمبر 1961          | 30 ديسمبر 1960         |
|             | يونسكو                                                               | 22 يناير 1947          | 22 فبراير 1952         |
|             | وكالة ضمان الاستثمار متعدد الأطراف                                   | 12 أبريل 1988          | 12 يونيو 1992          |
|             | الأمم المتحدة                                                        | 21 ديسمبر 1945         | 24 أكتوبر 1945         |
|             | وكالة حظر الأسلحة النووية في أمريكا اللاتينية ومنطقة البحر الكاريبي ‏ | ?                      | ?                      |
|             | الاتحاد البريدي العالمي                                              | ?                      | ?                      |
|             | البنك الدولي للإنشاء والتعمير                                        | 28 ديسمبر 1945         | 14 مارس 1946           |
|             | الاتحاد الدولي للاتصالات                                             | 17 أبريل 1920          | 12 مايو 1926           |
|             | منظمة حظر الأسلحة الكيميائية                                         | ?                      | ?                      |
|             | مؤسسة التمويل الدولية                                                | 20 يوليو 1956          | 20 يوليو 1956          |
|             | منظمة التجارة العالمية                                               | ?                      | ?                      |
|             | منظمة الشرطة الجنائية الدولية                                        | ?                      | ?                      |

## وصلات خارجية
- موقع وزارة الخارجية الإكوادورية
- موقع وزارة الخارجية النيكاراغوية